# POL-Levant

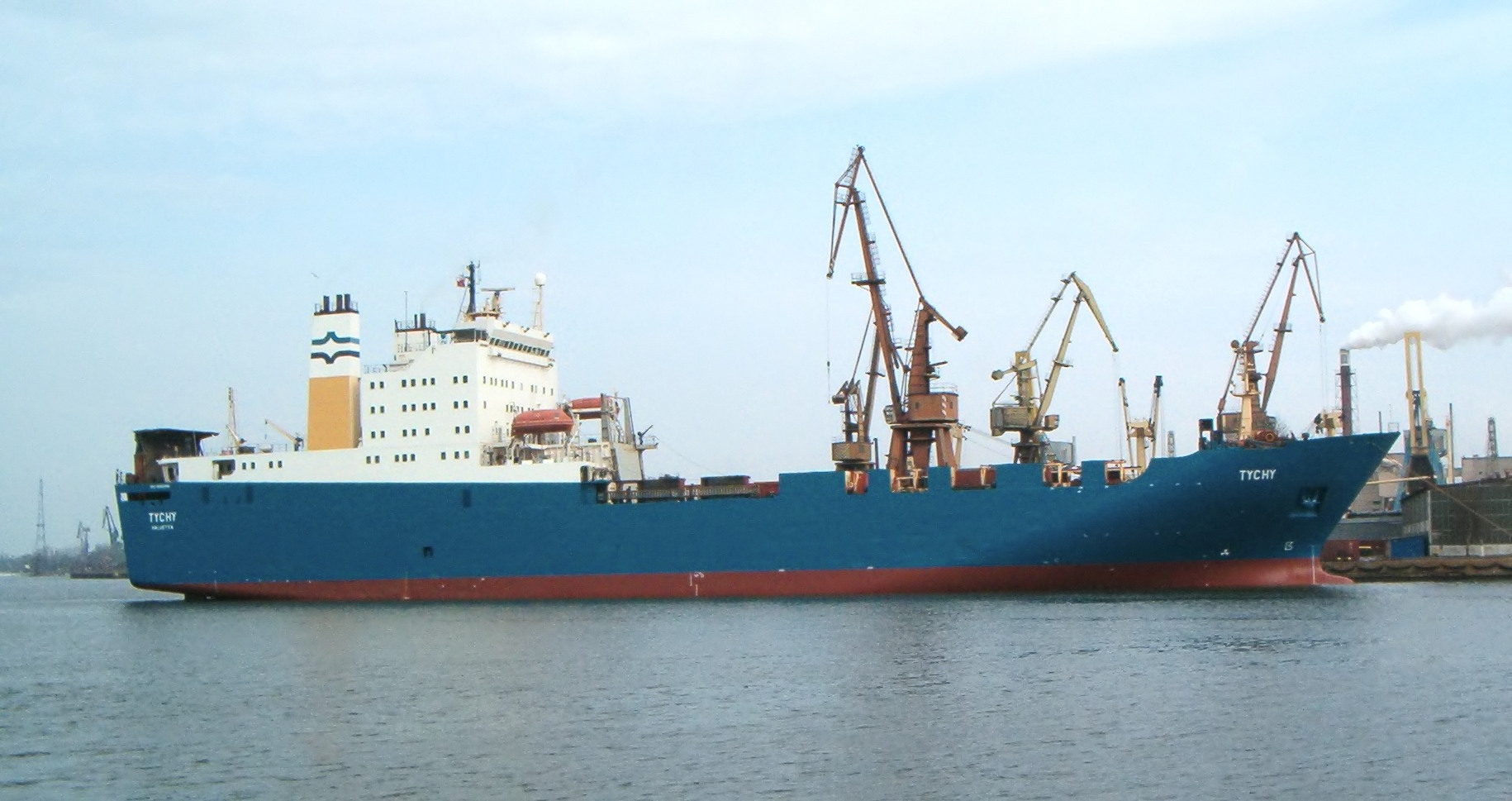
MS Tychy – jeden ze statków POL-Levant

POL-Levant (POL-Levant Linie Żeglugowe Spółka z o.o.) – polska firma żeglugowa. Jej statki pływają pomiędzy portami Polski, Skandynawii, Europy Zachodniej, Afryki Północnej i Azji Mniejszej. Powstała 1 maja 1993 roku przez wyodrębnienie z Polskich Linii Oceanicznych.

## Flota
POL-Levant eksploatuje statki typu RORO oraz drobnicowce. W 2020 r. linia eksploatuje trzy statki typu RORO – MS Żerań, MS Tychy i MS Chodzież.
W roku 2008 w skład floty spółki wchodziły:
- MS Chodzież (RORO)
- MS Tychy (RORO)
- MS Włocławek (RORO) – właściciel – POL-Euro Linie Żeglugowe
- MS Żerań (RORO)
- MS Krokus (Konwencjonalny)

Kiedyś w skład floty spółki wchodziły jeszcze drobnicowce:
- MS Bochnia
- MS Chełm
- MS Garwolin
- MS Ostrołęka
- MS Radzionków
- MS Siemiatycze
- MS Wieliczka